# Alsólóc
Alsólóc (szlovákul Dolné Lovčice) község Szlovákiában, a Nagyszombati kerület Nagyszombati járásában.

## Fekvése
Nagyszombattól 5 km-re keletre fekszik.

## Története
1290-ben Loch néven említik először. Neve a szláv vadászok, fogók jelentésű szóból származik. Az egykori Lóc falu a későbbi századokban szakadt ketté Alsó- és Felsőlócra.
Vályi András szerint "Alsó, és Felső Lócz. Két tót falu Posony Várm. földes Uraik Ambró, és több Uraságok, Felsőnek pedig G. Illésházy Uraság, lakosaik katolikusok, fekszik Alsó Lócz Zavarhoz közel, Felső pedig Nagy Brezoványnak szomszédságában, és annak filiája, földgyeik meg lehetősek, 3 fordúlóra fel van osztva, legelője, fája, réttye, és kevés szőleje Felső Lócznak van, Alsónak pedig határját a’ Vág Dunának áradásai rongállyák."
A trianoni békeszerződésig Pozsony vármegye Nagyszombati járásához tartozott.

## Népesség
| Év:            | 1994. | 2004.   | 2014.   | 2024.   |
| -------------- | ----- | ------- | ------- | ------- |
| Emberek száma: | 703   | 704     | 736     | 809     |
| Eltérés:       |       | +0,14 % | +4,54 % | +9,91 % |

| Év:            | 2023. | 2024.   |
| -------------- | ----- | ------- |
| Emberek száma: | 801   | 809     |
| Eltérés:       |       | +0,99 % |

1910-ben 599, túlnyomórészt szlovák anyanyelvű lakosa volt.
2001-ben 708 lakosából 696 szlovák volt.
2011-ben 751 lakosából 725 szlovák volt.
2021-ben 800 lakosából 774 szlovák, 1 magyar, (+2) cigány, 4 (+3) ruszin, 4 (+2) egyéb és 17 ismeretlen nemzetiségű volt.

## Neves személyek
- Itt született František Hrušovský (1903-1956) szlovák történész.
- Itt született Magyary Géza jogtudós, a polgári eljárásjog elismert szakértője.
- Itt nőtt fel Mária Čírová énekesnő.